# Istituto nazionale di geofisica e vulcanologia
L'Istituto Nazionale di Geofisica e Vulcanologia, noto in sigla come INGV, è l'ente di ricerca italiano deputato allo studio dei fenomeni geofisici e vulcanologici e alla gestione delle rispettive reti nazionali di monitoraggio per i fenomeni sismici e vulcanici.

## Storia

### Origini
Le origini dell'INGV coincidono con le origini della ricerca geofisica e vulcanologica in Italia e nel mondo; le origini di questo Istituto sono tracciabili con la storia dei prestigiosi istituti che gli hanno dato origine, sintetizzata nel seguito. Nel corso del XIX secolo erano stati fatti alcuni tentativi di creare una struttura stabile atta all'osservazione dei fenomeni vulcanici sull'Etna. Il primo fu sicuramente Mario Gemmellaro, che nel 1804 fece costruire un rifugio-osservatorio a circa 2940 m, la "Casa degli Inglesi" o "Casa di Gemmellaro", primo osservatorio vulcanologico a quote elevate mai realizzato per lo studio della vulcanologia e dei fenomeni collegati. 
Altro tentativo fu fatto dal professor Orazio Silvestri, nel 1879, utilizzando un ambiente dell'osservatorio astronomico V. Bellini del prof. Pietro Tacchini, appena realizzato. Nel 1841, il re delle Due Sicilie Ferdinando II di Borbone inaugurava nella capitale Napoli il "Reale Osservatorio Vesuviano", primo osservatorio vulcanologico al mondo, affidandone la direzione a Macedonio Melloni, uno dei più importanti fisici della metà dell'800, autore tra l'altro di studi e scoperte pionieristici sulla radiazione termica associata alle onde elettromagnetiche.
L'Osservatorio Vesuviano, anche dopo l'unità d'Italia, continuò ad essere un prestigioso riferimento mondiale per la vulcanologia e la geofisica. Annoverò tra i suoi direttori, dopo Melloni, altre importanti personalità scientifiche, tra cui Luigi Palmieri, inventore tra l'altro del primo sismografo elettromagnetico, e Giuseppe Mercalli, noto in tutto il mondo per aver ideato la scala di intensità macrosismica dei terremoti scala macrosismica europea, utilizzata tuttora.

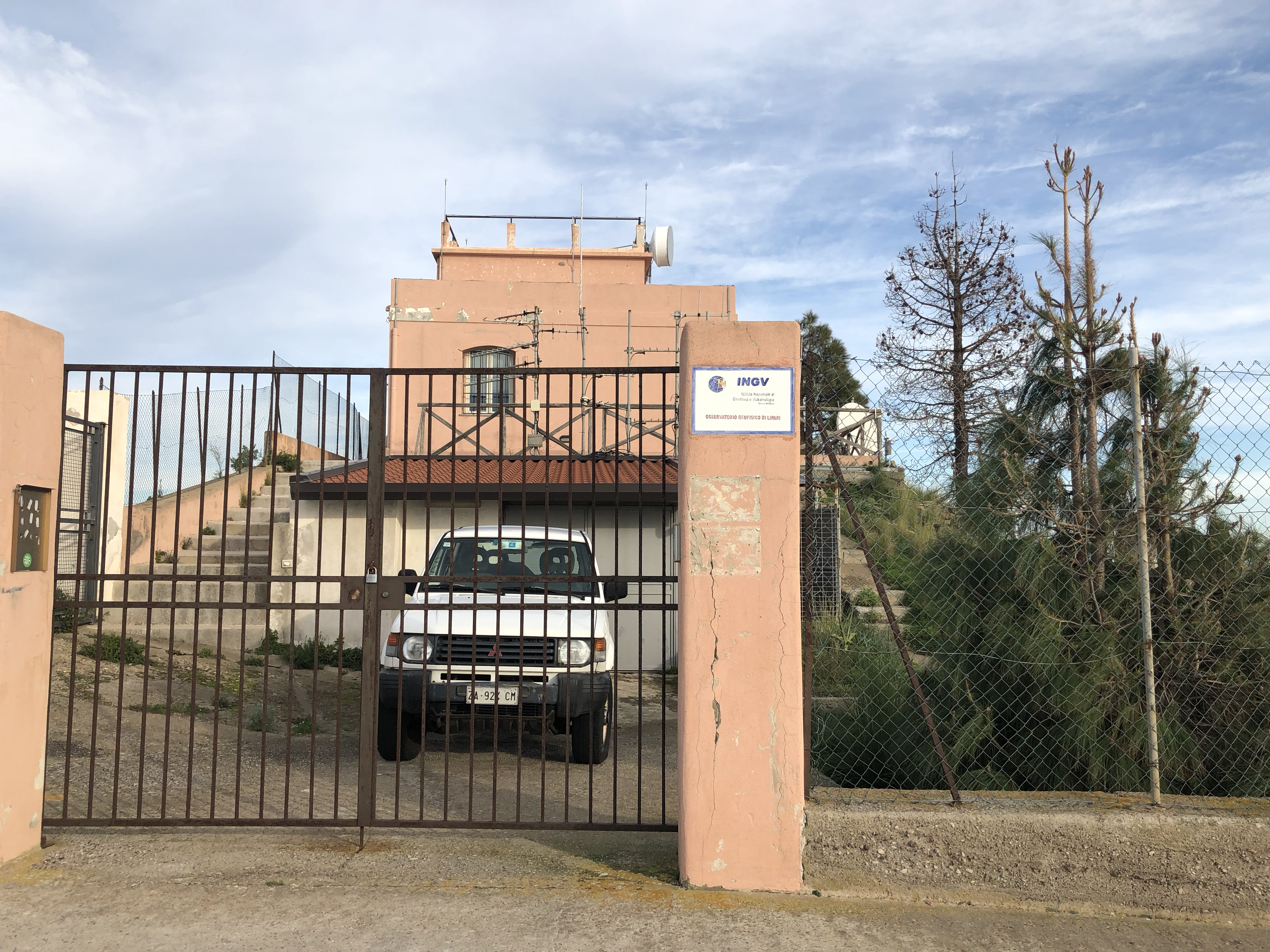
Osservatorio INGV di Lipari

Quasi un secolo dopo la nascita dell'Osservatorio Vesuviano, negli anni trenta del Novecento, Guglielmo Marconi, allora presidente del Consiglio Nazionale delle Ricerche (CNR), propose la creazione di un Istituto che promuovesse ed eseguisse, coordinandoli, studi e ricerche sui fenomeni fisici della Terra e sulle loro applicazioni pratiche.
La disposizione presidenziale firmata dallo stesso Marconi il 13 novembre 1936 dava vita all'"Istituto Nazionale di Geofisica" (ING) dotandolo di quattro geofisici e quattro tecnici e di un ambizioso programma scientifico. Tra le attività scientifiche previste primeggiava la sismologia, ma si intendevano approfondire anche altri settori della fisica terrestre come la fisica ionosferica, l'elettricità atmosferica e terrestre, le radiazioni naturali e l'ottica atmosferica, il geomagnetismo. Incaricato con disposizione di legge di assolvere il servizio geofisico nazionale, l'Istituto allestì la prima rete geofisica italiana.
Nel 1969, a Catania nasceva, sotto l'egida dell'UNESCO e con la direzione di uno dei più brillanti vulcanologi europei del Novecento, Alfred Rittmann, l'"Istituto Internazionale di Vulcanologia", prestigioso centro di ricerca vulcanologico orientato principalmente agli studi sull'attività dell'Etna e delle Eolie. Tra gli anni settanta e gli anni ottanta, vedevano inoltre la luce altri due prestigiosi istituti di ricerca geofisica e vulcanologica: l'Istituto di geochimica dei fluidi di Palermo e l'Istituto di ricerca sul rischio sismico di Milano.
Alla fine degli anni novanta del Novecento, la geofisica e la vulcanologia in Italia erano divenute discipline scientifiche ormai mature e, specialmente nel campo della sismologia e vulcanologia, l'Italia, grazie all'intensa attività scientifica di questi Istituti e di molte altre prestigiose università, aveva conquistato una posizione di indubbio prestigio e credibilità scientifica internazionale.

### Nascita

Il logo usato fino al 2018.

Nel 1999, il D.Lgs. 29/9/1999 n. 381 ha fatto nascere l'Istituto nazionale di geofisica e vulcanologia (INGV), dalla confluenza dei principali istituti di ricerca geofisica e vulcanologica italiani: l'Osservatorio Vesuviano di Ercolano (NA), l'ING di Roma, l'IIV di Catania, l'IGF di Palermo e l'IRRS di Milano. Enzo Boschi, da 16 anni presidente dell'ING, uno degli enti confluiti, veniva nominato primo presidente del nuovo ente: ci rimarrà fino al 2011.
La nascita dell'INGV non fu indolore, principalmente in quanto l'accorpamento dell'Osservatorio Vesuviano nel nuovo ente poneva una serie di problemi di carattere giuridico, dovuti al fatto che il suo personale tecnico e scientifico, a differenza dell'ING e degli altri istituti CNR, aveva un inquadramento universitario, in linea di principio non compatibile con quello di un ente di ricerca come INGV. Inoltre, l'Osservatorio Vesuviano aveva un forte legame con il territorio e molti sindaci dei paesi vesuviani, insieme a buona parte della popolazione e del personale dell'Istituto, protestarono per molti mesi contro un accorpamento che, privando di autonomia il più antico osservatorio vulcanologico al mondo, di origine borbonica, sembrava allontanare il prestigioso istituto scientifico dal controllo del suo territorio.
Anche l'accorpamento di altri istituti fu in parte problematico: buona parte del personale dell'IRRS di Milano, al quale era stata data possibilità di opzione al pari degli altri istituti CNR, optò per restare nel CNR; analoghi problemi di accorpamento si ebbero per l'IIV di Catania, che aveva da poco avviato, nell'ambito di una convenzione con la protezione civile, il progetto POSEIDON per il monitoraggio e la sorveglianza dei vulcani siciliani (Etna ed Eolie).
In ogni caso, il nuovo istituto costituì il maggiore raggruppamento di ricerca geofisica a livello europeo, e, fin dalla sua nascita, sviluppò importanti sinergie di ricerca su tutte le linee che caratterizzavano gli istituti che vi erano confluiti. In particolare, l'INGV ha fortemente sviluppato la ricerca Italiana in sismologia, vulcanologia, geochimica, geotermia, geomagnetismo, aeronomia, climatologia e oceanografia. Oggi, l'INGV è riconosciuto come uno dei più prestigiosi istituti di ricerca geofisica e vulcanologica a livello internazionale.

## Settori di ricerca
L'Istituto nazionale di geofisica e vulcanologia è diventato uno dei più grandi enti di ricerca europei nell'ambito delle scienze della Terra. L'INGV svolge attività di ricerca scientifica nei campi della geofisica e geochimica, della sismologia, della vulcanologia e della meteorologia spaziale.
Oltre alle sue normali attività di ricerca, l'INGV ha il compito, in convenzione con la Protezione Civile, della sorveglianza sismica e vulcanica delle aree Italiane.
In particolare, la sezione di Roma CNT (Centro nazionale terremoti) si occupa della sorveglianza sismica di tutto il territorio nazionale, escluse le aree vulcaniche.
La sezione di Napoli Osservatorio Vesuviano si occupa della sorveglianza dei vulcani napoletani (Campi Flegrei, Vesuvio, Ischia), e la sezione di Catania della sorveglianza dei vulcani siciliani (Etna, Eolie). I dati provenienti dallo Stromboli sono trasmessi sia all'Osservatorio Vesuviano di Napoli che all'INGV di Catania. La sezione di Palermo effettua il monitoraggio geochimico nelle aree tettoniche e vulcaniche della Penisola, essendo quindi di supporto alla sorveglianza sismica e vulcanica di tutto il territorio nazionale.
L'INGV guida i consorzi europei per il monitoraggio a terra (EPOS) ed in mare (EMSO), e la Piattaforma tecnologica nazionale per l'energia geotermica, del Ministero dell'Università e Ricerca (MIUR).
L'INGV ha inoltre avviato un programma nazionale di educazione pubblica, informazione sociale e comunicazione del rischio, relativamente ai rischi sismici e vulcanici, chiamato EduRisk. Nell'ambito delle scienze della Terra, e in particolare della climatologia, dal 2005 l'Istituto nazionale di geofisica e vulcanologia è socio del Centro euro-mediterraneo sui cambiamenti climatici (CMCC).

## Presidenti
| N° | Presidente | Presidente        | Mandato        | Mandato          |
| N° | Presidente | Presidente        | Inizio         | Fine             |
| -- | ---------- | ----------------- | -------------- | ---------------- |
| 1  |            | Enzo Boschi       | 17 marzo 2000  | 09 agosto 2011   |
| 2  |            | Domenico Giardini | 10 agosto 2011 | 29 febbraio 2012 |
| 3  |            | Stefano Gresta    | 27 marzo 2012  | 26 marzo 2016    |
| 4  |            | Carlo Doglioni    | 28 aprile 2016 | 26 marzo 2025    |
| 5  |            | Fabio Florindo    | 27 marzo 2025  | in carica        |

## Sezioni
L'INGV è articolato in tre dipartimenti (Terremoti, Vulcani, Ambiente), in dieci Sezioni organizzative principali dislocati in otto sedi italiane:
- Roma (sede centrale)
  - Sezione di Roma 1 - Sismologia e Tettonofisica
  - Sezione di Roma 2 - Geomagnetismo, Aeronomia e Geofisica ambientale
  - Osservatorio Nazionale Terremoti (ex Centro Nazionale Terremoti)
- Milano
  - Sezione di Milano - Sismologia applicata all'Ingegneria
- Pisa
  - Sezione di Pisa
- Bologna
  - Sezione di Bologna
- Napoli
  - Sezione Osservatorio Vesuviano
- Catania
  - Sezione Osservatorio Etneo
- Palermo
  - Sezione di Palermo - Geochimica
- Grottaminarda (AV)
  - Sezione Irpinia

### Sedi distaccate
Le attività dell'INGV si svolgono anche presso le sedi distaccate di:
- Ancona
- Arezzo
- Ercolano (NA)
- Ferrara
- Gibilmanna (Cefalù, PA)
- L'Aquila
- Lipari (ME)
- Messina
- Nicolosi (CT)
- Portovenere (SP)
- Rende (CS), presso il Dipartimento di Fisica dell'Università della Calabria
- Rocca di Papa (RM), sede di un museo
- Roma, via XXIV Maggio
- Roma, viale Pinturicchio
- Stromboli (ME), sede di un centro divulgativo
- Vulcano (ME)

### Reti di monitoraggio
L'istituto si avvale di numerose reti di osservazione e misura, alcune delle quali multidisciplinari, sparse sull'intero territorio nazionale, in ambito geofisico, geodetico, geochimico, geomagnetico, ionosferico e Vulcanologico.
Tra le più importanti: la rete sismica nazionale, la rete accelerometrica nazionale, la rete GPS nazionale, le reti di monitoraggio dei vulcani Vesuvio, Campi Flegrei, Ischia, Etna, Stromboli e la rete di monitoraggio dei vulcani delle Eolie.